# Fredrik Näsvall
Fredrik Näsvall, född 13 november 1973 i Boden, är en svensk före detta professionell ishockeyspelare (högerforward).
Hans moderklubb var Bodens IK och har spelat i flera lag i och utanför Sverige. Med IF Björklöven 2000-2001 och Skellefteå AIK 1999-2000 och 2002-2004,